# Montbrehain
Montbrehain – miejscowość i gmina we Francji, w regionie Hauts-de-France, w departamencie Aisne.
Według danych na styczeń 2014 roku gminę zamieszkiwało 840 osób, a gęstość zaludnienia wynosiła 85,1 osób/km².